# De Wolff de Moorsel

De Wolff de Moorsel is een Zuid-Nederlandse en Belgische adellijke familie.

## Geschiedenis
- In 1714 verleende keizer Karel VI erfelijke adel en toevoeging van het partikel de aan de familienaam, ten gunste van de broers Jean-Dominique en Jean-François Wolff. Dit gebeurde langs de onregelmatige weg van de Weense kanselarij. Jean-Dominique was heer van Ergy-de-la-Val en advocaat, Jean-François was advocaat en stadsadvocaat van Bergen.
- In 1735 werd door keizer Karel VI aan dezelfden opnieuw erfelijke adel toegekend, met terugwerkende kracht tot in 1714, en ditmaal langs het geëigende kanaal van de kanselarij in Brussel.

## Edouard de Wolff de Moorsel
- Edouard Edmond Eugène Ghislain de Wolff de Moorsel (Brussel, 13 november 1809 - Elsene, 23 januari 1883), achterkleinzoon van Jean-Dominique de Wollf (zie hierboven), was een zoon van François de Wolff en van Marie-Thérèse van Broechem. Hij was burgemeester van Trivières en trouwde in 1832 in Bergen met zijn nicht Charlotte d'Harveng Hanot (1808-1846), dochter van Maximilien Hanot, heer van Harveng. In 1842 werd hij erkend in de erfelijke adel met de titel baron, overdraagbaar bij eerstgeboorte.
  - Fernand de Wolff de Moorsel (1833-1878), trouwde in 1868 in Trivières met Marie-Philomène Lebrun de Miraumont (1848-1890). Ze kregen vijf kinderen.
    - Louis de Wolff de Moorsel (1867-1919), trouwde in 1890 in Elsene met Marguerite Crabbe (1869-1948), dochter van Prosper Crabbe, wisselagent, senator en bestuurder. Ze kregen een zoon.
      - Fernand de Wolff de Moorsel (1891-1945), oud-strijder van de Eerste Wereldoorlog, trad toe tot het Verzet tijdens de Tweede Wereldoorlog. Hij werd gearresteerd in februari 1944 onder beschuldiging te behoren tot de verzetsgroep Les amis de Charles en stierf in het concentratiekamp Flossenbürg op 17 februari 1945. Hij was in 1919 in Etterbeek getrouwd met Marguerite du Roy de Blicquy (1896-1985). Ze kregen vijf kinderen, met afstammelingen tot heden.

    - Élise de Wolff de Moorsel (1868-1915), trouwde in 1888 in Elsene met Béla de Timàry van den Berghe de Binckum (1860-1928), burgemeester van Kersbeek-Miskom. Ze kregen drie zoons en drie dochters, met afstammelingen tot heden.
    - Jeanne de Wolff de Moorsel (1871-1912), trouwde in 1890 in Elsene met Léon de Roest d'Alkemade Oem de Moesenbroeck (1860-1929). Ze kregen een zoon en een dochter, met afstammelingen tot heden.
    - Marguerite de Wolff de Moorsel (1872-1904), trouwde in 1890 in Elsene met baron Charles de Rennette de Villers-Perwin (1869-1947), luitenant-generaal, vicegouverneur van de Congolese provincie Katanga en voorzitter van de Cercle royal africain, zoon van baron Ferdinand de Rennette de Villers Perwin, luitenant-generaal. Ze scheidden in 1902. Ze kregen twee dochters, maar zonder afstammelingen.